# Potaszniki
Potaszniki (prononciation : [pɔtaʂˈniki]) est un village polonais de la gmina de Górzno dans le powiat de Garwolin de la voïvodie de Mazovie dans le centre-est de la Pologne.
Il se situe à environ 3 kilomètres au nord-ouest de Górzno (siège de la gmina), 6 kilomètres au sud-est de Garwolin (siège du powiat) et à 62 kilomètres au sud-est de Varsovie (capitale de la Pologne).
Le village possède une population de 111 habitants en 2006.

## Histoire
De 1975 à 1998, le village appartenait administrativement à la voïvodie de Siedlce.